# Tampico-incident
Het Tampico-incident was een voorval tijdens de Mexicaanse Revolutie.
Het incident vond plaats in de havenstad Tampico op 9 april 1914. Deze stad werd belegerd door het Constitutionalistische Leger waardoor de situatie gespannen was. Amerikaanse soldaten die vaten olie aan het inladen waren werden aangehouden door Mexicaanse troepen, die meenden dat het om constitutionalisten ging. Daar geen van de soldaten de taal van de ander sprak, liep dit misverstand uit op een vechtpartij.
Nadat de Mexicaanse dictator Victoriano Huerta weigerde formeel zijn excuses aan te bieden gingen de Amerikanen over tot de bezetting van Veracruz.